# Хенри IV, део први
Хенри IV, део први (енгл. Henry IV, Part 1), је историјска драма Виљема Шекспира, вероватно написана не касније од 1597. Други је део Шекспирове тетралогије, коју неки научници зову Хенријада, која се редом бави владавинама Ричарда II, Хенрија IV (две драме, укључујући и Хенри IV, део други) и Хенрија V. Хенри IV, део први приказује одломак историје од победе Хенрија Персија над Шкотима код Хомилдона у Нортамберленду (крајем 1402) и завршава се поразом енглеских побуњеника код Шрузберија средином 1403. Од самог почетка, ово је била изузетно популарна драма, како код публике, тако и код критичара.

## Ликови

### Краљева странка
- Краљ Хенри Четврти - краљ Енглеске.
- Хенри, принц од Велса (надимак "принц Хал" или "Хари") - најстарији син Хенрија IV.
- Џон од Ланкастера - представљен је у представи као краљев други син, иако је у ствари био трећи
- Ралф Невил, Гроф од Вестморланда
- Сер Валтер Блант ("Блант")

### Истчип
- Сер Џон Фалстаф - сиромашни витез који се спријатељи са принцом Халом
- Нед Поинс
- Бардолф
- Пето
- Госпођа Журка - домаћица кафане Вепрова Глава
- Франсис - келнер
- Винтнер - кафеџија
- Гадсхил
- Два носача (Кригла и Том)
- Остлер

### Побуњеници
- Хенри Перси, гроф од Нортамберланда
- Томас Перси, гроф од Вустера - Нортамберландов брат
- Хари Перси (надимак "Хотспер") - Нортамберландов син
- Едмунд Мортимер - Хотсперов зет и Глендоверов зет
- Овен Глендовер - вођа велшких побуњеника
- Арчибалд, гроф Даглас - вођа шкотских побуњеника
- Сер Ричард Вернон, 8. барон Шипбрука
- Ричард ле Скруп ("Скруп"), надбискуп Јорка
- Сер Мајкл - пријатељ архиепископа Јорка
- Лејди Перси ("Кејт", мада јој је право име било Елизабет) - Хотспурова супруга и Мортимерова сестра
- Лејди Мортимер (Катрин) - Глендоверова ћерка и Мортимерова супруга

### Други ликови
- Коморник
- Шериф
- Путници
- Слуга Хотсперов
- Господари, официри, гоничи, гласници и посетиоци

Само поменуто
- Робин Остлер, покојни лик који је претходио садашњем Остлеру, бринуо се о цени зоби
- Гилиамс, курир ког је послао Хотспер

## Историјски извори
Шекспировов главни извор за Хенрија IV, Први део, као и за већину његових историјских драма, биле су Хронике Рафаела Холиншеда; објављивање другог издања 1587. године пружа главни историјски оквир за представу. Чини се да је и Савез двеју славних породица Ланкастера и Јорка Едварда Хала консултован при писању, а научници су такође претпоставили да је Шекспир био упознат са песмом Самуела Данијела о грађанским ратовима. Још један вероватан извор за ову и остале драме из Хенријаде (Ричард II, Хенри IV, део први, Хенри IV, део други и Хенри V) јесте драма Славне победе Хенрија V (енгл. The Famous Victories of Henry V) непознатог аутора, објављена 1594.

## Датирање и текст
Хенри IV је готово сигурно извођен пре 1597. године, имајући у виду богатство алузија и референци на Фалстаффов лик. Најранија забележена представа одиграна је поподне, 6. марта 1600. године, када је представа била изведена на двору пред фламанским амбасадором. Следили су и други дворски наступи 1612. и 1625. године.
Представа је уписана у регистар Лондонског еснафа издавача 25. фебруара 1598. године, а први пут је штампана у кварто издању касније те године од стране издавача Андрјуа Вајза. Представа је била најпопуларнији Шекспиров штампан текст: нова издања појавила су се 1599, 1604, 1608, 1613, 1622, 1632, 1639 и 1692.

### Дерингов рукопис
Дерингов рукопис, најстарији сачувани рукописни текст било које Шекспирове представе, пружа једноделну верзију Првог и Другог дела Хенрија IV. Консензус Шекспирових познавалаца је да Дерингов рукопис представља редакцију припремљену око 1623. године, можда за породично или аматерско извођење, Едварда Деринга (1598—1644), из дворца Суренден у Кенту, где је рукопис откривен. Неколико дисидента тврди да је Дерингов рукопис. можда указује на то да је Шекспиров Хенри IV у почетку био једна драма, коју је песник касније проширио на два дела како би искористио популарност лика Сер Џона Фалстафа. Деринг МС. је део колекције Фолџерове Шекспирове Библиотеке (енгл. Folger Shakespeare Library) у Вашингтону.

## Анализа и критика

### Теме и интерпретација
При првој објави 1597. или 1598. комад је насловљен Историја Хенрија Четвртог (енгл. The History of Henrie the Fourth), а на насловној је страници оглашено само присуство Хенрија Персија и комичног Џона Фалстафа; Принц Хал се није спомињао. Заиста, током већег дела историје извођења представе Хал је постављен као споредна фигура, а звезде позорнице, почев од Џемса Квина (1693—1766) и Давида Гарика (1717—1779) често су радије играли Хотспура. Тек у двадесетом веку читаоци и извођачи почели су да виде Халово одрастање као централну тему драме, а Хал се сада сматра главном улогом Хенрија IV.
У интерпретацији "приче о одрастању", Халово упознавање са Фалстафом и кафанским полусветом хуманизује принца и пружа му потпунији поглед на живот. На почетку се чини да принц Хал бледи у поређењу с ватреним Хенријем Персијем, младим и племенитим господаром Севера (којег Шекспир портретира знатно млађим него што је био у историји како би Халу дао супарника). Многи читаоци историју тумаче као причу о одрастању принца Хала, еволуирајући у краља Хенрија V, који је можда највише херојски од свих Шекспирових ликова, што је у суштини прича о блудном сину прилагођеном политици средњовековне Енглеске. Примећен је мали удео сцена са насловним ликом, краљем, при чему неки аутори сугеришу да представа супротставља ауторитет Хенрија IV и његову борбу да контролише ситуацију, са хаотичним силама побуњеника и Фалстафа.

### Фалстаф или Олдкасл
Хенри IV, први део изазвао је контроверзу већ на првим представама 1597. године, јер је комични лик који је сада познат као "Фалстаф" првобитно био назван "Олдкасл" и заснован на Џону Олдкаслу (енгл. John Oldcastle), познатом прото-протестантском мученику с моћним живим потомцима у Енглеској.
Иако се лик зове Фалстаф у свим сачуваним текстовима представе, постоји обиље спољних и унутрашњих доказа да се он у оригиналу звао Олдкасл. Промена имена спомиње се у радовима Ричарда Џемса („Посланица сер Харију Боршеру“, око 1625) и Томаса Фулера (Вредности Енглеске, 1662) у седамнаестом веку. Такође је понегде назначено у раним текстовима Шекспирових комада. У кварто тексту Хенрија IV, део 2 (1600), један од Фалстафових говорних префикса у чину 1, сцена 2 погрешно је остављен неисправљен, „Олд.“ уместо "Фалст." У 3. чину, 2. сцена, стихови 25-6 исте драме, за Фалстафа се каже да је био "паж Томаса Моубрија, војводе од Норфолка" - што се односило на историјског Олдкасла. У Хенрију IV, Првом делу, чин 1, сцена 2, стих 42, принц Хал назива Фалстафа "мојим старцем из замка" (енгл. my old lad of the castle). Јамбички пентаметарски стих у Хенрију IV, Први део је неправилан када се користи име "Фалстаф", али правилан са "Олдкасл". Коначно, ту је отворена изјава о одрицању одговорности на крају Хенрија IV, Део 2 која истиче различитост два лика: „јер је Олдкасл је умро као мученик, а ово није тај човек“ (Епилог, 29–32).
Постоји чак и наговештај да је Фалстаф био у оригиналу Олдкасл и у Веселим женама Виндзорским. Кад се упореде текстови Првог фолио издања и кварто издања те представе, чини се да је шала у 5. чину, 5. сцена, стихови 85–90 та, да Олдкасл / Фалстаф окривљује себе вичући прво слово свог имена: „О, О, О!, "када се врховима његових прстију примакну свеће - што наравно делује за" Олдкасл ", али не и за" Фалстаф. " Ту је и референца "дворац" (енгл. castle) у 4. чину, 5. сцена, стих 6 исте драме.
Промена имена и одрицање од одговорности у Епилогу били су потребни, углавном се мисли, због политичког притиска: историјски Олдкасл није био само протестантски мученик, већ и племић са моћним живим потомцима у Елизабетанској Енглеској. То су били лордови Кобхам: Вилијам Брук, 10. барон Кобхам (умро 6. марта 1597), био је управник Пет Лука (1558–97), витез Реда подвезице (1584) и члан Тајног савета (1586 –97); његов син Хенри Брук, 11. барон Кобхам, добио је очеву дужност управника Пет Лука након смрти свог оца, а 1599. године постао је витезом Реда подвезице. Штавише, Франсис Брук, жена 10. барона и мајка 11. барона била је близак лични миљеник њеног величанства краљице Елизабете I.
Старији лорд Кобхам је чак имао снажан негативан утицај на животе Шекспира и његових савременика у позоришту. Друштво глумаца које су 1594. оформили Шекспир, Ричард Барбиџ (енгл. Richard Burbage), Вил Кемп и други, уживало је покровитељство Хенрија Карија, првог лорда Хансдона, у то време лорда Коморника (енгл. Lord Chamberlain); они су били познати као Људи Лорда Коморника (енгл. Lord Chamberlain's Men). Када је Кари умро 22. јула 1596, место лорда Коморника добио је Вилијам Брук, лорд Кобхам, који дефинитивно није био пријатељ глумцима, и који је повукао службену заштиту коју су уживали. Глумци су препуштени на милост и немилост локалним званичницима лондонског града, који су одавно желели да истерају компаније глумаца из града. Томас Неш (енгл. Thomas Nashe) се у писму из тог времена пожалио да су глумце у овом периоду „безобзирно прогонили Лорд градоначелник и већници“. Тај интервал није трајао; када је Кобхам умро мање од годину дана касније, место лорда Коморника прешло је на сина Хенрија Карија Џорџа, другог барона Хансдона, а глумци су поново добили своје претходно покровитељство.
Име је промењено у "Фалстаф", засновано на сер Џону Фастолфу, историјској личности са репутацијом кукавичлука у бици код Патаја, коју је Шекспир претходно приказао у Хенрију VI, 1. део. Фастолф је умро без потомака, чинећи га безбедним за употребу драматичара.
Убрзо након тога, екипа драмских писаца написала је дводелну представу под називом Сер Џон Олдкасл, која представља херојску драматизацију Олдкасловог живота, а објављена је 1600. године.
1986. године у Окфордском издању Шекспирових дела, лик је добио име Олдцкасл, а не Фалстаф, у Хенрију IV, 1. делу (мада не, збуњујуће, у другом делу), што је последица жеље уредника да драме представе као што би се појавиле током оригиналних наступа. Ниједно друго објављено издање није тако поступило.

## Екранизација
Британска телевизија ББЦ 2 извела је 2012-2016. комплетну екранизацију 8 највећих Шекспирових историјских драма, у облику мини-серије под насловом Шупља Круна (енгл. The Hollow Crown). Наслов серије узет је из стиха у драми Ричард II:
Јер у шупљој круни
Што окружује смртне слепоочнице краља
Смрт држи свој двор ...
- Ричард II, чин 3, сцена 2.
Прва сезона, која садржи 4 драме које образују прву тетралогију (Ричард II, Хенри IV, део први, Хенри IV, део други и Хенри V) снимљена је 2012: Џереми Ајронс глуми Хенрија IV, а Том Хидлстон игра Принца Хала.
Друга сезона, под насловом Шупља Круна: Ратови Ружа (енгл. The Hollow Crown: The Wars of the Roses) снимљена је 2016. Друга сезона екранизовала је историјске драме друге тетралогије: сва три дела Хенрија VI (у две епизоде) и Ричарда III, са Бенедиктом Камбербачом у улози Ричарда од Глостера (касније Ричарда III).